# Red River Range
Red River Range è un film del 1938 diretto da George Sherman. Il film fu distribuito in Italia insieme a Overland Stage Raiders con il titolo unico Cavalca e spara. Il film è conosciuto in Italia anche con il titolo Red River (da non confondersi con Red River del 1948, distribuito in Italia come Il fiume rosso, che vede come protagonista ancora John Wayne).
È un film western statunitense con John Wayne, Ray Corrigan e Max Terhune. Fa parte della serie di 51 film western a basso costo dei Three Mesquiteers, basati sui racconti di William Colt MacDonald e realizzati tra il 1936 e il 1943. Wayne partecipò ad otto di questi film.

## Trama
Nella città di Red River una banda di razziatori di bestiame sta creando seri problemi agli allevatori.
L'Associazione degli Allevatori, presieduta dal Signor Hartley, chiede al governatore di inviare degli investigatori che possano aiutare lo sceriffo a neutralizzare la banda. Il governatore decide di inviare la squadra dei "Tre Moschettieri", Stony Brooke, Tucson Smith e Lullaby Joslin.
Lungo la strada i tre incontrano Tex Reilly e gli fanno prendere l'identità di Stony Brooke, in modo che Stony possa spacciarsi per un fuorilegge ed infiltrarsi nella banda dei razziatori. I tre arrivano in città, vanno ad alloggiare nel ranch dei Mason e
vengono subito attaccati dalla banda dei razziatori. Tex rimane ferito e viene amorevolmente curato dalla giovane Jane Mason.
I razziatori attaccano anche il ranch del Signor Jones e del suo figliuolo Johnny, rubando la mandria ed uccidendolo.
Stony intanto fa conoscenza con la Signora Maxwell e con sua figlia Evelyn che organizzano delle finte razzie di bestiame per far divertire i turisti, utilizzando dei camion. La Signora Maxwell e sua figlia non lo sanno, ma i camion in realtà servono ai veri razziatori per caricare il bestiame una volta macellato.
Stony scambiato per un fuorilegge viene assoldato dalla banda dei razziatori per uccidere Tucson e Lullaby.
Dopo aver fatto finta di averli uccisi, riesce a inserirsi nella banda dei razziatori e ad avvertire Tucson, Lullaby e l'Associazione degli Allevatori della prossima razzia.
Il Signor Hartley, Presidente dell'Associazione è però, all'insaputa di tutti, anche il capo della banda dei razziatori e dà l'allarme ai suoi uomini. Stony riuscirà comunque a salvarsi, a ricongiungersi con Tucson e Lullaby e a sgominare l'intera banda.

## Produzione
Il film, diretto da George Sherman su una sceneggiatura di Stanley Roberts, Betty Burbridge e Luci Ward con il soggetto della stessa Ward, fu prodotto da William Berke per la Republic Pictures e girato ad Agoura in California.

## Distribuzione
Il film fu distribuito con il titolo Red River Range negli Stati Uniti dal 22 dicembre 1938 al cinema dalla Republic Pictures.
Alcune delle uscite internazionali sono state:
- nei Paesi Bassi il 21 giugno 1946 (Amsterdam)
- nei Paesi Bassi il 15 novembre 1946 (Leiden)